# Arthaz-Pont-Notre-Dame
Arthaz-Pont-Notre-Dame is een gemeente in het Franse departement Haute-Savoie (regio Auvergne-Rhône-Alpes). De plaats maakt deel uit van het arrondissement Saint-Julien-en-Genevois. Arthaz-Pont-Notre-Dame telde op 1 januari 2022 1.670 inwoners.

## Geografie
De oppervlakte van Arthaz-Pont-Notre-Dame bedroeg op 1 januari 2022 5,96 vierkante kilometer; de bevolkingsdichtheid was toen 280,2 inwoners per km².

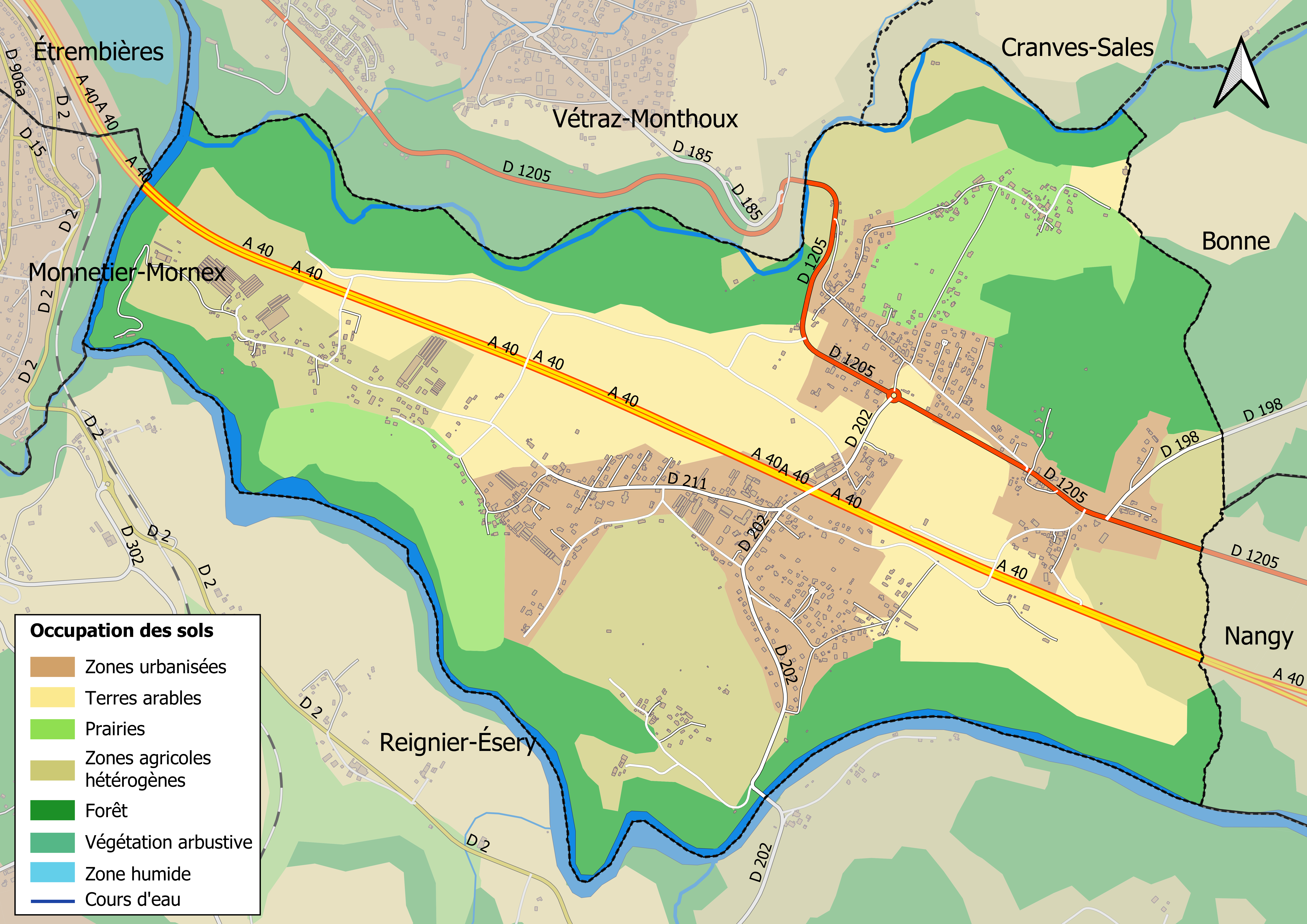
Kaart van de gemeente met de belangrijkste infrastructuur, bodemgebruik en omliggende gemeenten

## Demografie
Onderstaande figuur toont het verloop van het inwonertal (bron: INSEE-tellingen).